# エドワード・S・モース
エドワード・シルヴェスター・モース（英: Edward Sylvester Morse、1838年6月18日 - 1925年12月20日）は、アメリカ合衆国の動物学者。名字の「モース」は「モールス」とも書かれる。
標本採集に来日し、請われて東京帝国大学のお雇い教授（お雇い外国人）を2年務め、大学の社会的・国際的姿勢の確立に尽力し、大森貝塚を発掘し、日本の人類学・考古学の基礎をつくった。また、日本に初めてダーウィンの進化論を体系的に紹介した。

## 生涯

### 若年期
1838年にメイン州ポートランドで生まれた。父は会衆派教会の助祭で厳格なカルヴァン主義者だったが、母は夫の宗教的信念を共有しておらず、子供の科学への興味を奨励した。
最初にポートランドの村の学校、1851年にニューハンプシャー州コンウェイのアカデミー、1854年にブリッジトン・アカデミーに通ったが、その全てで手に負えない学生であり、全ての学校から退学させられた。ブリッジトン・アカデミーの退学理由は、机に彫刻をしたためだった。その後、メイン州ベテルのグールド・アカデミーに通ったが、ここでモースはナサニエル・トゥルーと出会い、自然研究への興味を追求するように勧められた。貝やカタツムリを求めて大西洋の海岸を探検したり、動物相や植物相を研究するために野に出かけることを好んだ。そして、正式な教育を受けていなかったにもかかわらず、思春期の間に形成されたコレクションは、すぐにボストン、ワシントン、さらにはイギリスの著名な科学者が見に来るほどになった。12歳になるまでにカタツムリの新種をいくつか発見。1854年、博物学協会に入会。1857年に新種のカタツムリを協会誌上に報告した。
若い頃は、ポートランド機関車会社の機械製図技師、ボストンの会社の木彫職人として働いていた。ダーウィンの『種の起源』が出版された1859年、フィリップ・ピアサール・カーペンターがモースの知的資質とデッサン力を認めて、ハーバード大学比較動物学博物館のルイ・アガシーに推薦し、1861年まで軟体動物や腕足類のコレクションの保存、記録、デッサンを担当する助手を務めた。アガシーの教授を受ける中で、アガシーが腕足類を擬軟体動物に分類していたのを疑問に思ったのが、腕足類研究を思い立ったきっかけであった。アガシーやジェフェリーズ・ワイマン（Jefferies Wyman）の講義を聞き、ワイマンの貝塚発掘にも関係した。生物学界に人脈も作った。
南北戦争中、第25メイン歩兵隊に入隊しようとしたが、慢性的な扁桃腺感染症のために辞退した。1863年6月18日、ポートランドでエレン・エリザベス・オーウェンと結婚した。2人の間には子供が2人いた。
講演にたけ、その謝礼金が生活を助けた。1867年、ジョージ・ピーボディ（George Foster Peabody）の寄付を得て、3人の研究仲間とセイラムに『ピーボディー科学アカデミー』（1992年以降のピーボディ・エセックス博物館）を開き、1870年まで軟体動物担当の学芸員を務めた。1868年、セイラムに終生の家を構えた。
1871年、大学卒の学歴がないにもかかわらず、31歳でボウディン大学教授に就任し、ハーバード大学の講師も兼ねながら、1874年までボウディン大学で過ごした。1872年からアメリカ科学振興協会の幹事になった。

### 日本へ

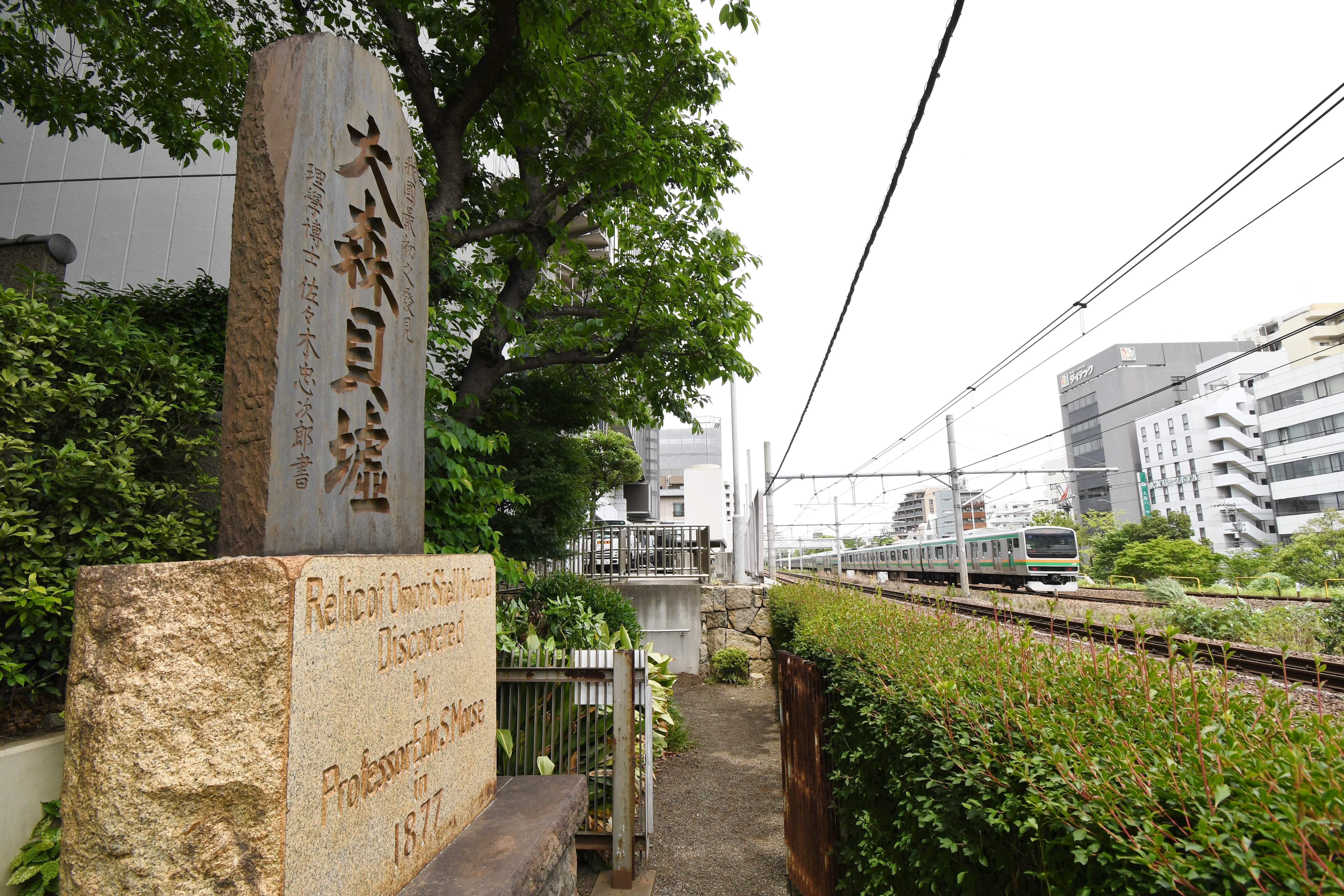
大森貝塚（大森貝墟碑）・東海道線

進化論の観点から腕足動物を研究対象に選び、1877年（明治10年）6月、腕足動物の種類が多く生息する日本に渡った。文部省に採集の了解を求めるため横浜駅から新橋駅へ向かう汽車の窓から、貝塚を発見。これが、後に彼によって発掘調査が行なわれる大森貝塚である。訪問先の文部省では、外山正一から東京大学の動物学・生理学教授への就任を請われた。江ノ島に臨海実験所を作ろうとも言われた。
翌7月、東大法理文学部の教授に就任。当時、新設なった東大の外国人教授の大半が研究実績も無い宣教師ばかりだったため、これに呆れたモースは彼らを放逐すると同時に、日本人講師と協力して専門知識を持つ外国人教授の来日に尽力。物理学の教授には、トマス・メンデンホールを、哲学の教授にはアーネスト・フェノロサを斡旋した。さらに、計2,500冊の図書を購入し、寄贈を受け、東大図書館の基礎を作った。
そして江ノ島の漁師小屋を『臨海実験所』に改造し、7月17日から8月29日まで採集した。9月12日、講義を始めた。9月16日、動物学科助手の松村任三や、生徒であった佐々木忠次郎、松浦佐用彦と大森貝塚を掘り始め、出土品の優品を教育博物館に展示した。9月24日、東大で進化論を講義し、10月、その公開講演もした。
大学での講義や研究の合間を縫って、東京各地を見物し、日光へ採集旅行もした。これらの間に、多くの民芸品や陶磁器を収集したほか、多数のスケッチを書き残した。
11月初め、一時帰国した。東大と外務省の了解を得て、大森貝塚の出土品の重複分を持ち帰ったが、この出土品をアメリカの博物館・大学へ寄贈し、その見返りにアメリカの資料を東大に寄贈して貰うという、国際交流を実行した。

### 二度目の来日
1878年（明治11年）（40歳）、4月下旬、家族をつれて東京大学に戻った。
6月末浅草で、『大森村にて発見せし前世界古器物』を500人余に講演し、考古学の概要、『旧石器時代』『新石器時代』『青銅器時代』『鉄器時代』の区分、大森貝塚が『新石器時代』に属することを述べ、出土した人骨に傷があり現在のアイヌには食人風習がないから「昔の日本には、アイヌとは別の、食人する人種が住んでいた」と推論した。演説会の主催および通訳は、江木高遠であった。（講演の中の『プレ・アイヌ説』は、考古学の主流にならなかった。）
7月中旬から8月末まで、採集に北海道を往復した。この間函館にも『臨海実験所』を開いている(矢田部良吉「北海道旅行日誌」鵜沼わか『モースの見た北海道』1991年)。10月の『東京大学生物学会』（現在の『日本動物学会』）の発足に関わった。日本初の学会である。
この滞日期には、『進化論』（4回）、『動物変進論』（3回）、『動物変遷論』（9回）の連続講義を始め、陸貝、ホヤ、ドロバチ、腕足類、ナメクジ、昆虫、氷河期、動物の生長、蜘蛛、猿、などに関する多くの学術講義や一般向け講演をした。江木高遠が主宰した『江木学校講談会』の常任講師であった。（『動物変遷論』は、1883年、モースの了解のもとに石川千代松が、『動物進化論』の名で訳書を出版した。）

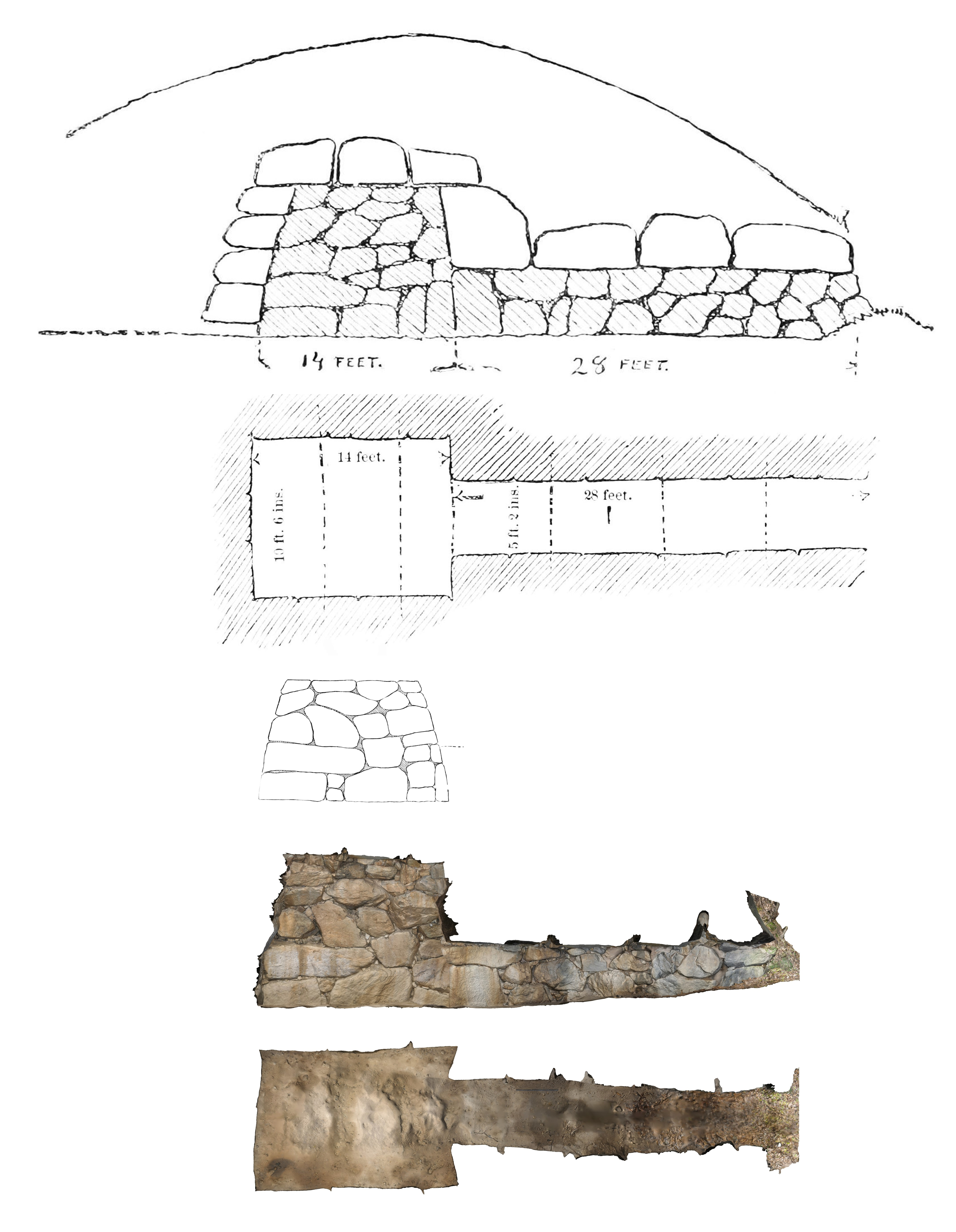
「日本におけるドルメン」における開山塚古墳挿図と現状

貝塚の土器から興味が広がり、1879年初から、蜷川式胤に日本の陶器について学んだ。5月初めから40日余、九州、近畿地方に採集旅行をし、陶器作りの見学もした。この折に大阪府八尾市の高安古墳群を調査し、開山塚古墳の内部のスケッチを添えた論文「日本におけるドルメン」を発表している。
1879年7月、大森貝塚発掘の詳報、"Shell Mounds of Omori"を、Memoirs of the Science Department, University of Tokio（東京大学理学部英文紀要）の第1巻第1部として出版した。ときの東大綜理加藤弘之に、「学術報告書を刊行し、海外と文献類を交換するよう」勧めたのである。（この中で使われた"cord marked pottery"が、日本語の『縄文土器』となった。）
1879年8月10日、冑山（現在の熊谷市内）の横穴墓群を調査し、その31日、東京大学を満期退職し、9月3日、離日した。後任には、チャールズ・オーティス・ホイットマンを斡旋した。
再帰国（1879年9月 - ）
この時期、大森貝塚発見報告について、『ネイチャー』誌上でフレデリック・ヴィクター・ディキンズに批判されており、モースはダーウィンに書簡を送り、その結果、ダーウィンの推薦文とモースの記事が『ネイチャー』誌に掲載されている。
1880年7月、古巣の『ピーボディー科学アカデミー』の館長となり、講義講演の活動を続けたが、日本の民具・陶器への執着はやまなかった。

### 三度日本へ
1882年（明治15年）（44歳）6月初、家族を残し、日本美術研究家のウィリアム・スタージス・ビゲローと横浜に着いた。東大側は歓迎し宿舎を提供した。あちこちで講演し、冑山の再訪もしたが、今回は民具と陶器の収集が目的で、民具は、『ピーボディー科学アカデミー』用であった。大隈重信が、所蔵の全陶器を贈った。
7月下旬から9月上旬まで、アーネスト・フェノロサ、ビゲローらと、関西・中国へ収集・見学の旅をした。そして武具や和書も集めたのち、1883年2月、単身離日した。

### 帰国
離日後、東南アジア・フランス・イギリスを回って収集し、6月ニューヨークに着いた。集めた民具は800点余、陶器は2900点に上った。
1884年（46歳）、アメリカ科学振興協会の人類學部門選出副会長、1886年、同協会会長となった。1887年、1888年、1889年にもヨーロッパへ、学会や日本の陶器探しの旅をした。
1890年（52歳）、日本の陶器の約5,000点のコレクションをボストン美術館へ売却して管理に当たり、1901年、その目録（Catalogue of the Morse Collection of Japanese Pottery）を纏めあげた。

### 晩年
1898年（明治31年）、東京帝国大学（後の東京大学）における生物学の教育・研究の基盤整備、日本初の学会設立などの功績により、日本政府から勲三等旭日中綬章を受けた。
1902年、60歳を越えたモースは、20数年ぶりに動物学の論文の執筆を再開し、1908年に渡米した石川に対しても「私は陶器も研究しているが、動物学の研究も止めない。」と述べるなど、高齢になっても研究に対する執念は尽きなかった。
1913年、75歳となったモースは、30年以上前の日記とスケッチをもとに、『Japan Day by Day（日本語訳題：日本その日その日）』の執筆を開始。1914年、ボストン博物学会会長となった。
1915年、『ピーボディー科学アカデミー』から改名した『ピーボディー博物館』の名誉会長になった。
1917年、『Japan Day by Day』を書き終えて出版した。
1922年（大正11年）、日本政府から勲二等瑞宝章を受けた。
1923年（85歳）、関東大震災による東京帝国大学図書館の壊滅を知り、全蔵書を東京帝国大学に寄付する旨、遺言を書き直した。
1925年（大正14年）、87歳になってもなお手術後の静養中に葉巻をふかすなど健康だったが、脳溢血に倒れ、12月20日に貝塚に関する論文を絶筆に、セイラムの自宅で没した。遺言により、脳は翌12月21日にフィラデルフィアのウィスター解剖学生物学研究所に献体され、1万2,000冊の蔵書が東京帝国大学に遺贈された。遺体はハーモニー・グローヴ墓地（Harmony Grove Cemetery）に葬られている。

### 死後
翌1926年（大正15年）、東京人類学会は『人類学雑誌』第41巻第2号でモースの追悼特集を組み、彼の教育を受けた研究者たちの回顧録が掲載された。
大森貝塚が取り持つ縁で、大田区とセイラム市とは、姉妹都市になっている。
埼玉県熊谷市の石上寺に銅像が設置され、2015年12月20日に除幕式が行われた。

## 人物
左右の手で別々の文章や絵を描くことができる両手両利きであった。『Japan Day by Day』に掲載されたスケッチも両手を使って描かれたもので、両手を使うので普通の人より早くスケッチを終えることが出来た。講演会でも、両手にチョークを持って黒板にスケッチを描き、それだけで聴衆の拍手喝采を浴びるほどであった。脳を献体するという遺言も、両手両利きに脳が与える影響を研究してほしいというモースの希望によるものである。

## 家族
妻エレンとは一男一女をもうけた。長男ジョン・モースは保険検査などの火災統計の調査官になり、長女イーディスはストーン・アンド・エイディス社の重役で、富豪として著名だったラッセル・ローブに嫁いだ。

## おもな著書
- 『動物学初歩』（First Book of Zoology）（1875年）
- Morse, Edward Sylvester 石川千代松訳 (1883), 動物進化論, 全, 東生龜治郎
  - Morse, Edward Sylvester 石川千代松訳 (1887), 動物進化論 (第2版 ed.), 小川堂、明治書房

- 矢田部良吉編訳『動物学初歩』丸善商社書店（1888年）

- 矢田部良吉編訳『理科会粹第一帙 大森貝墟古物編』（Shell Mounds of Omori）東京大學法理文学部（1879年）
  - 近藤義郎・佐原真訳 『大森貝塚』 岩波文庫（1983年） ISBN 9784003343210
- 『モース日本陶器コレクション』（Catalogue of the Morse Collection of Japanese Pottery）（1901年）
- 『中国とその住居、瞥見』（Glimpses of China and Chinese Homes）（1902年）
- 『火星の謎』（Mars and its Mystery）（1906年）
- 『日本その日その日』（Japan Day by Day）（1917年）
  - 石川欣一訳、平凡社 東洋文庫（全3巻、1970年） ISBN 9784582801712、ISBN 9784256801796、ISBN 9784582801798。ワイド版2004年
  - 石川欣一訳 『日本その日その日』 講談社学術文庫（新版・抜粋訳、2013年）
- 『日本のすまい・内と外』（Japanese Homes and Their Surroundings）（1885年）
  - 上田篤ほか訳、鹿島出版会（1979年） ISBN 9784306060029
  - 『日本人の住まい』斎藤正二・藤本周一訳、八坂書房（1991年、新版2021年ほか） ISBN 9784896942897
- 『古代と 現代のリリース 射法について』山口諒訳（Ancient and modern methods of arrow-release）（2024年）

## 論文
- 国立情報学研究所収録論文 国立情報学研究所
- Morse E.S. 近藤義郎; 佐原真訳 (1977), “『大森貝塚』(東京大学理学部紀要 第1巻 第1冊 1879) (大森貝塚発掘100年記念特集)”, 考古学研究 (考古学研究会) 24 (3):  1-50

- Morse Edward S. 大脇潔; 佐々木憲一訳 (2012), “古式の焼物製屋根瓦について”, 古代 (早稲田大学考古学会) 129:  25-76

## 展覧会
- 江戸東京博物館開館20周年記念特別展「明治のこころ　モースが見た庶民のくらし」、会期：2013年9月14日 - 12月8日、会場：江戸東京博物館、主催：公益財団法人東京都歴史文化財団、東京都江戸東京博物館、朝日新聞社、後援：アメリカ大使館、協力：日本航空、特別協力：ピーボディー・エセックス博物館、ボストン美術館、大学共同利用機関法人 人間文化研究機構、国立歴史民俗博物館、大田区立郷土博物館[11]